# Vetiatoridae
Vetiatoridae – wymarła rodzina pająków z podrzędu Opisthothelae i nadrodziny Palpimanoidea.

## Morfologia
Pająki te miały prosomę gwałtownie zwężoną z przodu, o delikatnie pomarszczonym lub pobrużdżonym oskórku. Niski karapaks pozbawiony był jamki. Oczy pary przednio-środkowej były największe i umieszczone na wzgórkach. Szczękoczułki zaopatrzone były w kikutowate ząbki. Na narząd strydulacyjny składały się struktury na szczękoczułkach i nogogłaszczkach. U samca nogogłaszczki dysponowały bulbusem z co najmniej jedną apofizą. Odnóża porośnięte były wyłącznie włoskami cienkimi; całkowicie brak było włosków szpatułkowatych. Rzepki były długie. Na nadstopiach nie występowały grzebienie do wyczesywania. Nieskrócone stopy nie odbiegały długością od nadstopii i oprócz pazurków parzystych opatrzone były pojedynczym pazurkiem nieparzystym. Opistosomę (odwłok) pokrywał bardzo miękki oskórek, pozbawiony tarcz, sklerotyzacji i skórzastości. Nieobecne było siteczko przędne. Występowały przednie, tylne i przypuszczalnie środkowe kądziołki przędne, przy czym te pierwsze osiągały duże rozmiary.

## Taksonomia
Takson ten wprowadzony został w 2015 roku przez Jörga Wunderlicha na łamach „Beiträge zur Araneologie” jako podrodzina w obrębie Spatiatoridae. W 2017 roku wyniesiony został do rangi osobnej rodziny w nadrodzinie Palpimanoidea. Obejmuje dwa opisane rodzaje:
- Pekkachilus Wunderlich, 2017
- Vetiator Wunderlich, 2015

Ponadto znany jest pojedynczy okaz nieprzyporządkowany do rodzaju. Wszystkie Veniatoridae znane są wyłącznie z datowanych na cenoman inkluzji w bursztynie birmańskim.